# برنسيس للرحلات البحرية
برنسيس للرحلات البحرية ، أو برنسيس كروزز (بالإنجليزية: Princess Cruises) هي شركة خطوط بحرية للسفن السياحية مقرها في سانتا كلاريتا في كاليفورنيا. وهي شركة تابعة لمجموعة كارنيفال كوربرايشن، نشأت في عام 1965 وكانت هي ثاني أكبر شركة رحلات بحرية من حيث قيمة الإيرادات عالميا كما في 2018. وتملك 18 سفينة تجول العالم.
كانت تتبع سابقًا لشركة بي آند أو برنسيس للرحلات البحرية ، وهي حاليًا تابعة لمجموعة هولاند أمريكا ضمن شركة كارنيفال كوربرايشن ، التي تتحكم بالسيطرة التنفيذية على العلامة التجارية لبرنسيس للرحلات البحرية (برنسيس كروزز).

## لمحة تاريخية
بدأت في عام 1965 ، عندما استأجر مؤسسها ستانلي مكدونالد سفينة الرحلات برنسيس باتريسيا التابعة لشركة كانديان باسيفك في ألاسكا للقيام برحلات لوس أنجلوس إلى الريفيرا المكسيكية.  في عام 1974 استحوذت شركة بي آند أو البريطانية التي كانت في عام 1960 أكبر شركة شحن في العالم على برنسيس. في عام 1981 بدأت برنسيس في الارتباط بأول وجهة في الكاريبي خاصة لخط الرحلات البحرية لجزيرة النخيل في جزر غرينادين. في عام 1986 استحوذت برنسيس على شركة تور الاسكا ، التي كانت تعمل في عربات القطار الفاخرة لسكة حديد ألاسكا ومقرها في أنكوراج، ليصبح لديها عشر عربات قطار فاخرة لجولات ذات مناظر خلابة كاملة الخدمات في دينالي ويمكن أن تستوعب أكثر من 700 راكب في اليوم. في نفس العام أعلنت عن برنسيس باي الكاريبية، الجزيرة الخاصة الثانية لخط الرحلات البحرية. 
في 23 أكتوبر 2000 ، قامت شركة بي آند أو برنسيس للرحلات البحرية بفصل قسم الركاب في شركة مستقلة باسم بي آند أو برنسيس للرحلات البحرية. وانتقل مقر الشركة إلى سانتا كلاريتا في كاليفورنيا في عام 2001. 
اندمجت بي آند أو برنسيس للرحلات البحرية مع شركة كارنيفال كوربرايشن في 17 أبريل 2003 لتشكيل أكبر شركة رحلات بحرية في العالم في صفقة قيمتها 5.4 مليار دولار أمريكي.  ونتيجة للاندماج تشكلت شركة كارنيفال كوربرايشن متضمنة مجموعة من 11 علامة تجارية لسفن الرحلات البحرية. إنها شركة مزدوجة الادراج فهي مسجلة في كل من الولايات المتحدة والمملكة المتحدة، تتمتع كارنيفال كوربرايشن بالسيطرة التنفيذية على الشركة بصفتها شركة مقرها الولايات المتحدة، تم نقل التحكم التنفيذي في برنسيس للرحلات البحرية إلى عمليات كارنيفال أميريكان. وجرى تشكيل مجموعة هولاند أميريكا المظلة التي تضم برنسيس و خط هولاند أميريكا و سيبورن للرحلات البحرية و بي آند أو أستراليا للرحلات البحرية .

## السفن السياحية
قائمة بأسماء الأسطول الحالي من السفن السياحية :
| اسم السفينة | بدء البناء | الصانع                     | في الخدمة | الحمولة    | العلم           | ملاحظات | الصورة    |
| فئة رويال | فئة رويال  | فئة رويال                  | فئة رويال | فئة رويال  | فئة رويال       | فئة رويال | فئة رويال |
| --- | ---------- | -------------------------- | --------- | ---------- | --------------- | --- | --------- |
| رويال برنسيس | 2013       | فينكانتييري                | 2013–الآن | 142,229 طن | برمودا          | - ثالث السفن التي سميت رويال برنسيس - تم تعميدها من كاثرين دوقة كامبريدج |           |
| ريغال برنسيس | 2014       | فينكانتييري                | 2014–الآن | 142,229 طن | برمودا          | |           |
| ماجستيك برنسيس | 2017       | فينكانتييري                | 2017–الآن | 143,700 طن | المملكة المتحدة | تم تجهيزها لخدمة الأسواق الناطقة باللغة الصينية. |           |
| سكاي برنسيس | 2019       | فينكانتييري                | 2019–الآن | 145,281 طن | برمودا          | - السفينة حاملة لواء إسطول الشركة. - أكبر السفن التي تم بناءها لصالح برينسيس. - تتضمن عدد أكبر من كبائن الإقامة، وإقامة أكبر للطاقم من شقيقاتها في نفس الفئة.                                                                                             |           |
| إنشانتد برنسيس | 2020       | فينكانتييري                | 2020–الآن | 145,000 طن | برمودا          | [ 11 ] [ 12 ] |           |
| فئة جراند |            |                            |           |            |                 | |           |
| تصنف جميع سفن الفئة "جراند" أنها من نوع باناماكس فمنذ عام 2016 تم تسهيل الوصول لهذه السفن عبر قناة بنما من خلال مشروع توسيع قناة بنما الذي تم افتتاحه حديثًا. |            |                            |           |            |                 | |           |
| جراند برنسيس | 1998       | فينكانتييري                | 1998–الآن | 107,517 طن | برمودا          | - حاملة لواء أسطول الشركة سابقا قبل رويال برنسيس. |           |
| دايموند برنسيس | 2004       | ميتسوبيشي للصناعات الثقيلة | 2004–الآن | 115,875 طن | المملكة المتحدة | - واحدة من سفينتين من فئة "جراند" بنيتا في اليابان ، تم طلبها في الأصل باسم "سفابر برنسيس" ، بعد حريق حوض بناء السفن ، تبادل الأسماء وتغيير اسمها إلى `` دايموند برنسيس - مُجهزة للإبحار حصريًا حول اليابان وجنوب شرق آسيا - يتميز بمحرك توربيني غازي إضافي |           |
| سفاير برنسيس | 2004       | ميتسوبيشي للصناعات الثقيلة | 2004–الآن | 115,875 طن | المملكة المتحدة | - الطلب الأصلي كان باسم `` دايموند برنسيس ، اشتعلت فيه النيران أثناء البناء ، مما أدى إلى تأخير التسليم ، مما تسبب في تبادل الأسماء وتغيير اسمها إلى `` سفابر برنسيس - واحدة من سفينتين من فئة "جراند" بنيت في اليابان - يتميز بمحرك توربيني غازي إضافي   |           |
| كاريبيان برنسيس | 2004       | فينكانتييري                | 2004–الآن | 112,894 طن | برمودا          | |           |
| كراون برنسيس | 2006       | فينكانتييري                | 2006–الآن | 113,561 طن | برمودا          | |           |
| إيمرالد برنسيس | 2007       | فينكانتييري                | 2007–الآن | 113,561 طن | برمودا          | |           |
| روبي برنسيس | 2008       | فينكانتييري                | 2008–الآن | 113,561 طن | برمودا          | |           |
| 'فئة كورال |            |                            |           |            |                 | |           |
| كورال برنسيس | 2002       | شانتيي دو لاتلونتيك        | 2003–الآن | 91,627 طن  | برمودا          | -نوع باناما اكس |           |
| آيلاند برنسيس | 2003       | شانتيي دو لاتلونتيك        | 2003–الآن | 91,627 طن  | برمودا          | -نوع باناما اكس زيادة أرصفة الركاب عام 2015 |           |

## وصلات خارجية
- الموقع الرسمي